# Eduard von Steinle
Eduard Jakob von Steinle (Vienna, 1810 – Francoforte sul Meno, 1886) è stato un pittore tedesco.
Dal 1828 al 1834 viaggiò per l'Italia, ove maturò la sua cultura romantica. Nazareno, fu docente allo Städel di Francoforte dal 1850.